# Regnbågssystem
Ett regnbågssystem används ibland av dörrvakter vid nattklubbar för att sortera ut köande gäster. Vakterna bygger en hage av rep som de köande samlas kring, varpå de släpper in utvalda gäster. Systemet brukar anses ha sitt ursprung hos populära nattklubbar i New York, såsom Studio 54, där urvalet av gäster var mycket strikt.

## Laglig status i Sverige
Enligt svensk lag får krogar inte diskriminera gäster utifrån kön, sexuell läggning, etnicitet, könsidentitet eller könsuttryck, religion eller funktionsnedsättning. Möjligheten att negativt särbehandla gäster utifrån ålder är begränsad och hänger ihop med bland annat tillgängligheten till alkohol. 
Praxis i bland annat Stockholm är dock att krogar får släppa in stamgäster, men neka andra, när lokalen börjar bli full. Vid sådana fall har man ofta en entrévärd eller annan funktionär utan ordningsvaktsförordnande som låter stamgäster eller särskilt inbjudna passera de andra köande. Det finns ingen lag om att stamgäster ska kunna identifieras med medlemskort eller gästlista, och därigenom har personalen möjlighet att släppa in de köande efter eget godtycke, och på så sätt kringgå förbudet mot diskriminering. Vid en tvist om diskriminering måste dock restaurangen kunna visa att den gäst som gynnades gjorde det för att hen var stamgäst och den som missgynnades inte var det.

## Debatt
Den förre riksdagsledamoten Jan Emanuel Johansson och vaktveteranen Fadde Darwich har kritiserat regnbågssystemet för att det möjliggör diskriminering mot personer med osvenskt utseende.